# Pamela Conti
Pamela Conti (Palermo, Italia, 4 de abril de 1982) es una exfutbolista y entrenadora italiana. Actualmente se encuentra sin equipo.

## Trayectoria
Su primer equipo fue el Aquile Palermo, a partir de 1996. Pese a jugar en Tercera División, en mayo de 1998 debutó con la selección italiana. Al año siguiente fichó por el Torres de la Serie A, con el que debutó en la Liga de Campeones.
Tras 9 años en Sassari, en 2008 Conti fichó por el Levante, de la Superliga española. En la 2009-10 jugó en el Espanyol, y en 2010 regresó al Levante. En 2011 dejó España por Rusia, donde jugó una temporada en el Energiya Voronezh y (tras su desaparición) otra en el Zorky Krasnogorsk. 
En 2013 volvió al Torres, pero antes de que terminara la temporada se marchó al Eskilstuna United sueco, recién ascendido a la Damallsvenskan. Pero ante la falta de minutos, lo dejó dos meses después.
Con la selección italiana ha jugado las Eurocopas de 2005 y 2009.
El 17 de octubre de 2019, es presentada por la FVF como entrenadora de la Selección femenina de fútbol de Venezuela.